# Oostenrijk op het Europees kampioenschap voetbal 2008
Oostenrijk is een van de deelnemende landen op het Europees kampioenschap voetbal 2008 in Zwitserland en Oostenrijk. Het is de eerste deelname voor het land ooit op een EK. Door velen wordt Oostenrijk gezien als een vreemde eend op het EK: met 101e plaats op de FIFA-wereldranglijst is het het laagst geklasseerde land op het Europees kampioenschap.

## Kwalificatie
Als organiserend land speelde Oostenrijk geen kwalificatiewedstrijden, aangezien het organiserende land altijd tot het hoofdtoernooi wordt toegelaten.

### Oefeninterlands
Oostenrijk speelde echter wel veel oefenduels als voorbereiding op het EK: twintig om precies te zijn. Over de balans in die wedstrijden konden de Oostenrijkers echter niet al te blij zijn: er werden slechts vier wedstrijden gewonnen, zeven wedstrijden werden gelijkgespeeld en negen duels werden verloren.

## Wedstrijden op het Europees kampioenschap
Oostenrijk werd bij de loting op 2 december 2007 als groepshoofd ingedeeld in groep B. Aan deze groep werden later Kroatië (uit pot 2), Duitsland (uit pot 3) en Polen (uit pot 4) toegevoegd.

### Groep B
| Land       | Wed | Win | Gel | Ver | DV | DT | +/− | Pnt |
| ---------- | --- | --- | --- | --- | -- | -- | --- | --- |
| Kroatië    | 3   | 3   | 0   | 0   | 4  | 1  | +3  | 9   |
| Duitsland  | 3   | 2   | 0   | 1   | 4  | 2  | +2  | 6   |
| Oostenrijk | 3   | 0   | 1   | 2   | 1  | 3  | -2  | 1   |
| Polen      | 3   | 0   | 1   | 2   | 1  | 4  | -3  | 1   |

|             |                    |       |         |                                                         |
| 8 juni 2008 | Oostenrijk         | 0 – 1 | Kroatië | Ernst Happel Stadion, Wenen Scheidsrechter: Pieter Vink |
| 8 juni 2008 | (wedstrijdverslag) |       |         | Ernst Happel Stadion, Wenen Scheidsrechter: Pieter Vink |

|              |                           |                    |                     |                                                         |
| 12 juni 2008 | Oostenrijk                | 1 – 1              | Polen               | Ernst Happel Stadion, Wenen Scheidsrechter: Howard Webb |
| 12 juni 2008 | Ivica Vastić 90+3' (pen.) | (wedstrijdverslag) | 30' Roger Guerreiro | Ernst Happel Stadion, Wenen Scheidsrechter: Howard Webb |

|              |            |                    |                     |                                                                    |
| 16 juni 2008 | Oostenrijk | 0 – 1              | Duitsland           | Ernst Happel Stadion, Wenen Scheidsrechter: Manuel Mejuto González |
| 16 juni 2008 |            | (wedstrijdverslag) | 49' Michael Ballack | Ernst Happel Stadion, Wenen Scheidsrechter: Manuel Mejuto González |

## Selectie en statistieken

### Definitieve selectie
Op 28 mei 2008 maakte bondscoach Josef Hickersberger de namen van de 23 spelers bekend die Oostenrijk op het Europees kampioenschap in eigen land gaan vertegenwoordigen. De volgende 23 namen zijn geselecteerd voor het Europees kampioenschap:
| No. | Naam               | Club                    | Positie      | W |   |   | D | A |   |   |   |
| --- | ------------------ | ----------------------- | ------------ | - | - | - | - | - | - | - | - |
| 1.  | Alex Manninger     | AC Siena                | Doelman      | 0 | 0 | 0 | 0 | 0 | 0 | 0 | 0 |
| 2.  | Joachim Standfest  | Austria Wien            | Verdediger   | 1 | 0 | 0 | 0 | 0 | 0 | 0 | 0 |
| 3.  | Martin Stranzl     | Spartak Moskou          | Verdediger   | 3 | 0 | 0 | 0 | 0 | 1 | 0 | 0 |
| 4.  | Emanuel Pogatetz   | Middlesbrough FC        | Verdediger   | 3 | 0 | 0 | 0 | 0 | 1 | 0 | 0 |
| 5.  | Christian Fuchs    | SV Mattersburg          | Middenvelder | 1 | 0 | 0 | 0 | 0 | 0 | 0 | 0 |
| 6.  | René Aufhauser     | Red Bull Salzburg       | Middenvelder | 3 | 0 | 2 | 0 | 0 | 0 | 0 | 0 |
| 7.  | Ivica Vastić       | LASK Linz               | aanvaller    | 2 | 2 | 0 | 1 | 0 | 0 | 0 | 0 |
| 8.  | Christoph Leitgeb  | Red Bull Salzburg       | Middenvelder | 2 | 1 | 0 | 0 | 0 | 0 | 0 | 0 |
| 9.  | Roland Linz        | Sporting Clube de Braga | Aanvaller    | 2 | 0 | 2 | 0 | 0 | 0 | 0 | 0 |
| 10. | Andreas Ivanschitz | Panathinaikos FC        | Middenvelder | 3 | 0 | 1 | 0 | 0 | 1 | 0 | 0 |
| 11. | Ümit Korkmaz       | Rapid Wien              | Middenvelder | 3 | 1 | 0 | 0 | 0 | 1 | 0 | 0 |
| 12. | Ronald Gërçaliu    | Austria Wien            | Verdediger   | 1 | 0 | 1 | 0 | 0 | 0 | 0 | 0 |
| 13. | Markus Katzer      | Rapid Wien              | Verdediger   | 0 | 0 | 0 | 0 | 0 | 0 | 0 | 0 |
| 14. | György Garics      | SSC Napoli              | Middenvelder | 2 | 0 | 0 | 0 | 0 | 0 | 0 | 0 |
| 15. | Sebastian Prödl    | SK Sturm Graz           | Verdediger   | 2 | 0 | 0 | 0 | 0 | 2 | 0 | 0 |
| 16. | Jürgen Patocka     | Rapid Wien              | Verdediger   | 0 | 0 | 0 | 0 | 0 | 0 | 0 | 0 |
| 17. | Martin Hiden       | SK Austria Kärnten      | Verdediger   | 1 | 0 | 1 | 0 | 0 | 0 | 0 | 0 |
| 18. | Roman Kienast      | Hamarkameratene Fotball | Aanvaller    | 3 | 3 | 0 | 0 | 0 | 0 | 0 | 0 |
| 19. | Jürgen Säumel      | SK Sturm Graz           | Middenvelder | 3 | 2 | 1 | 0 | 0 | 1 | 0 | 0 |
| 20. | Martin Harnik      | Werder Bremen           | Middenvelder | 3 | 0 | 1 | 0 | 0 | 0 | 0 | 0 |
| 21. | Jürgen Macho       | AEK Athene              | Doelman      | 3 | 0 | 0 | 0 | 0 | 0 | 0 | 0 |
| 22. | Erwin Hoffer       | Rapid Wien              | Aanvaller    | 1 | 0 | 0 | 0 | 0 | 1 | 0 | 0 |
| 23. | Ramazan Özcan      | TSG 1899 Hoffenheim     | Doelman      | 0 | 0 | 0 | 0 | 0 | 0 | 0 | 0 |

| W | Wedstrijden        |
|   | Invalbeurten       |
|   | Gewisseld          |
| D | Doelpunten         |
| A | Assists/Voorzetten |
|   | Gele kaarten       |
|   | 2 x geel = rood    |
|   | Rode kaarten       |

Groep A:  Zwitserland ·  Tsjechië ·  Portugal ·  Turkije
Groep B:  Oostenrijk ·  Kroatië ·  Duitsland ·  Polen
Groep C:  Roemenië ·  Frankrijk ·  Nederland ·  Italië
Groep D:  Spanje ·  Rusland ·  Griekenland ·  Zweden
ÖFB · A-internationals · Selecties · Bondscoaches · Oostenrijks vrouwenelftal · Olympisch elftal · Oostenrijk U21 · Oostenrijk U20 · Oostenrijk U19 · Oostenrijk U18 · Oostenrijk U17 · Oostenrijk U16 · Vrouwen U17
1902 – 1919 ·
1920 – 1929 ·
1930 – 1939 ·
1940 – 1949 ·
1950 – 1959 ·
1960 – 1969 ·
1970 – 1979 ·
1980 – 1989 ·
1990 – 1999 ·
2000 – 2009 ·
2010 – 2019 ·
2020 – 2029
EK's: 2008 · 
2016 · 
2020 · 
2024
WK's: 1934 · 
1954 · 
1958 · 
1978 · 
1982 · 
1990 · 
1998
OS: 1912 ·
1936 ·
1948 ·
1952
1902 · 
1903 · 
1904 · 
1905 · 
1906 · 
1907 · 
1908 · 
1909 · 
1910 · 
1911 · 
1912 · 
1913 · 
1914 · 
1915 · 
1916 · 
1917 · 
1918 · 
1919 · 
1920 · 
1921 · 
1922 · 
1923 · 
1924 · 
1925 · 
1926 · 
1927 · 
1928 · 
1929 · 
1930 · 
1931 · 
1932 · 
1933 · 
1934 · 
1935 · 
1936 · 
1937 · 
1938 · 1939 · 1940 · 1941 · 1942 · 1943 · 1944 · 1945 · 
1946 · 
1947 · 
1948 · 
1949 · 
1950 · 
1952 · 
1952 · 
1953 · 
1954 · 
1955 · 
1956 · 
1957 · 
1958 · 
1959 · 
1960 · 
1961 · 
1962 · 
1963 · 
1964 · 
1965 · 
1966 · 
1967 · 
1968 · 
1969 · 
1970 · 
1971 · 
1972 · 
1973 · 
1974 · 
1975 · 
1976 · 
1977 · 
1978 · 
1979 · 
1980 · 
1981 · 
1982 · 
1983 · 
1984 · 
1985 · 
1986 · 
1987 · 
1988 · 
1989 · 
1990 ·
1991 · 
1992 · 
1993 · 
1994 · 
1995 · 
1996 · 
1997 · 
1998 · 
1999 · 
2000 · 
2001 · 
2002 · 
2003 · 
2004 · 
2005 · 
2006 · 
2007 · 
2008 · 
2009 · 
2010 · 
2011 · 
2012 · 
2013 · 
2014 · 
2015 · 
2016 · 
2017 · 
2018 · 
2019 · 
2020 · 
2021 ·
2022
Albanië ·
Algerije ·
Andorra ·
Argentinië ·
Azerbeidzjan ·
België ·
Bosnië en Herzegovina ·
Brazilië ·
Bulgarije ·
Canada ·
Chili ·
Costa Rica ·
Cyprus ·
Denemarken ·
DDR ·
Duitsland ·
Egypte ·
Engeland ·
Estland ·
Faeröer ·
Finland ·
Frankrijk ·
Georgië ·
Ghana ·
Griekenland ·
Hongarije ·
Ierland ·
IJsland ·
Iran ·
Israël ·
Italië ·
Ivoorkust ·
Japan ·
Joegoslavië ·
Kameroen ·
Kazachstan ·
Kroatië ·
Letland ·
Liechtenstein ·
Litouwen ·
Luxemburg ·
Malta ·
Moldavië ·
Montenegro ·
Nederland ·
Nigeria ·
Noord-Ierland ·
Noord-Macedonië ·
Noorwegen ·
Oekraïne ·
Paraguay ·
Peru ·
Polen ·
Portugal ·
Roemenië ·
Rusland ·
San Marino ·
Schotland ·
Servië ·
Slovenië ·
Slowakije ·
Sovjet-Unie ·
Spanje ·
Trinidad en Tobago ·
Tsjechië ·
Tsjecho-Slowakije ·
Tunesië ·
Turkije ·
Uruguay ·
Venezuela ·
Verenigde Staten ·
Wales ·
Wit-Rusland ·
Zweden ·
Zwitserland
Algerije (1982) · 
Chili (1982) · 
Duitsland (2008) · 
Frankrijk (1982) · 
Hongarije (2016) · 
Italië (2021) · 
Kroatië (2008) · 
Nederland (2021) · 
Noord-Ierland (1982) · 
Noord-Macedonië (2021) · 
Oekraïne (2021) · 
Polen (2008) ·  
Portugal (2016) · 
West-Duitsland (1982)